# Hainsche-Moor
Hainsche-Moor este o arie protejată (arie specială de conservare — SAC, sit de importanță comunitară — SCI) din Austria întinsă pe o suprafață de 1,3 ha, integral pe uscat.

## Localizare
Centrul sitului Hainsche-Moor este situat la coordonatele 46°33′05″N 14°12′06″E / 46.5514°N 14.2017°E.

## Înființare
Situl Hainsche-Moor a fost declarat sit de importanță comunitară în septembrie 2007 pentru a proteja 1 specie de animale. Situl a fost protejat și ca arie specială de conservare în octombrie 2012.

## Biodiversitate
Situată în ecoregiunea alpină, aria protejată conține 3 habitate naturale: Pajiști cu Molinia pe soluri calcaroase, turboase sau argilos-nămoloase (Molinion caeruleae), Izvoare petrifiante cu formare de travertin (Cratoneurion), Mlaștini alcaline.
La baza desemnării sitului se află o specie protejată de  nevertebrate: Euplagia quadripunctaria.
Pe lângă speciile protejate, pe teritoriul sitului au mai fost identificate 8 specii de plante, 2 specii de nevertebrate.